# 彈夾條

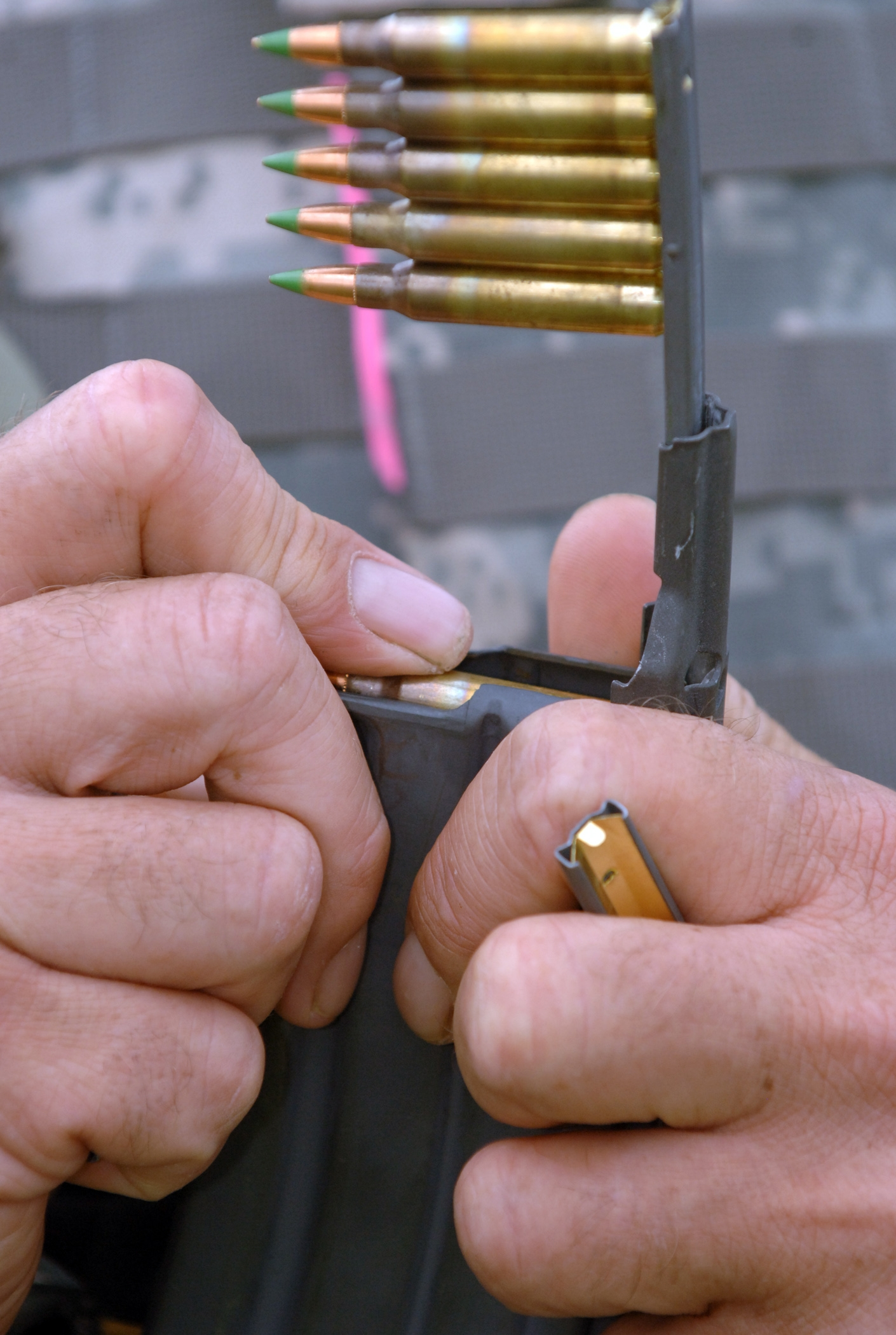
正在使用彈夾條装填的STANAG彈匣

彈夾條（英語：stripper clip或charger clip），简称弹夹（clip），亦被称为桥夹、条夹、快速装弹器，是老式栓動步枪和半自動手枪（例如：Kar98k、毛瑟C96、SKS）常用的弹药装填工具，当今步枪也经常通过转接工具用彈夾條快速装填弹匣（比如美军5.56mm步枪弹经常预装在彈夾條上供应部队方便快速装填弹匣）。
通常的木箱散装子弹将1000至1500发子弹无序堆积在一起，在运输过程中尤其是空投中子弹会相互挤压导致弹壳变形，如台儿庄战役时中华民国空军将散装子弹直接原箱空投，落地后有约1/3因撞击变形无法使用。桥夹的作用是以低成本的金属简易夹条将3～6发枪弹固定在一起，装箱时可有序排放，装匣时以一致的位置和方向插入步枪上的弹仓并一起压入，提高装填速度和减少供弹故障。其中将本体带弹装入弹仓的彈夾條也稱漏夹（比如M1888委員會步槍、意大利曼丽夏-卡尔卡诺步枪、美国M1加兰德步枪），这种彈夾條會随子弹打光或最後一發子彈上膛後自从枪中弹出或向下掉出。

## 外部連結
- （英文）—Stripper Clips